# Eleanor Garatti
Pour les articles homonymes, voir Garatti.
Eleanor A. Garatti puis Eleanor Saville née le 12 juin 1909 à Belvedere (Californie) et morte le 9 septembre 1998 à Orinda  (Californie), était une nageuse américaine.

## Carrière
Eleanor Garatti a pris part aux Jeux olympiques d'été de 1928, remportant le titre avec le relais 4 × 100 m nage libre et l'argent sur 100 m nage libre. Après les Jeux, elle s'est mariée et a pris le nom de son mari, Saville. En 1932, elle prenait part aux Jeux de Los Angeles sous ce nom et conservait son titre en relais en étant la seule nageuse rescapée du relais victorieux de 1928. Par contre, elle échouait encore sur le 100 m nage libre en devant se contenter cette fois-ci du bronze après avoir pourtant établi un nouveau record olympique pendant les séries.
En 1929, elle remportait le titre sur 100 m nage libre aux championnats AAU et devenait la première femme sous la barrière des 1 min 10 s. En 1992, Eleanor Garatti a fait son entrée dans le International Swimming Hall of Fame.
Eleanor Garatti a été la première nageuse à remporter des médailles olympiques sous deux noms différents. L'Américaine Megan Jendrick l'imita quatre-vingts ans plus tard.

## Palmarès

### Jeux olympiques d'été
- Jeux olympiques d'été de 1928 à Amsterdam (Pays-Bas)
  -  Médaille d'argent sur 100 m nage libre
  -  Médaille d'or en relais 4 × 100 m nage libre
- Jeux olympiques d'été de 1932 à Los Angeles (États-Unis)
  -  Médaille de bronze sur 100 m nage libre
  -  Médaille d'or en relais 4 × 100 m nage libre

## Sources
- (en) Cet article est partiellement ou en totalité issu de l’article de Wikipédia en anglais intitulé « Eleanor Garatti » (voir la liste des auteurs).